# Paixiao
Paixiao (chin. trad. 排簫; chin. upr. 排箫; pinyin páixiāo) – chiński instrument ludowy podobny do fletni Pana. W zależności od czasu i regionu zbudowany był z 10 do 24 piszczałek, które często były zaślepione od dołu. Wzmiankujące go najstarsze rękopisy pochodzą z III wieku p.n.e. Zachowane z XVIII wieku egzemplarze instrumentu mają zazwyczaj 16 piszczałek, które ułożone są symetrycznie, od najkrótszych pośrodku do najdłuższych po obu bokach; zamocowane są w drewnianym, ozdobnym uchwycie.